# Picong

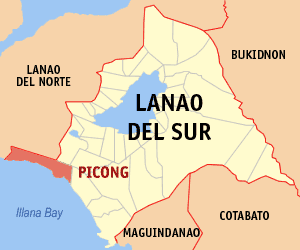
Bản đồ Lanao del Sur với vị trí của Picong

Picong là một đô thị hạng 4 ở tỉnh Lanao del Sur, Philippines. Theo điều tra dân số năm 2000, đô thị này có dân số 12.230 người trong 1.720 hộ.
Tên cũ của thị xã là Sultan Gumander và được đổi tên năm 2006 theo Đạo luật tự trị Mindanao Hồi giáo số 175 ngày 16 tháng 12 năm 2004.

## Các đơn vị hành chính
Picong được chia ra 19 barangay.
| - Bara-as - Biasong - Bulangos - Durian - Ilian - Liangan - Maganding - Maladi - Mapantao - Micalubo | - Pindolonan - Punong - Ramitan - Torogan - Tual - Tuca - Ubanoban - Anas - Mimbalawag |